# 우디타운추오역
우디타운추오역(일본어: ウッディタウン中央駅, ウッディタウンちゅうおうえき)은 일본 효고현 산다시에 있는 고베 전철 고엔토시 선의 역으로, 본 노선의 종착역이다. 역 번호는 KB33이다. 해발 200m이다. 고베 전철에서는 최북단 역이다.

## 역사
- 1996년 3월 28일: 플라워 타운 ~ 당역 구간 연장 개통으로 영업 개시.

## 역 구조
섬식 승강장 1면 2선의 구조이다. 승강장 유효 길이는 5량이고, 단 보통 3량 편성의 운용만이다. 비상 시의 대체와 우디타운 사티 개업 등 다객 때 4량 편성이 입선하기도 했다. 교상 역사에서 긴키의 역 백선에 선출되었다. 원격 관리에 의한 무인역이다.
1,2번 선이 함께 야간 주박이 설정되어 있다. 낮에는 2번 선만 사용되지만, 시운전 및 검사의 균형으로 극히 드물게 1번 선을 사용하기도 한다.

### 승강장
| 1・2 | ■ 고엔토시 선 | 플라워 타운・요코야마・산다 방면 |

## 역 주변
대규모 주택지로 상점 등도 있다. 고베 산다 국제공원도시의 한 축으로 우디타운의 중심역이다.
- 이온 우디타운점
- 산다 호텔(구, 고베 산다 신한큐 호텔)
- 산다 게야키다이 우체국
- 센츄리 가든 후레스포
- 센츄리 플라자 앞 정류소(고베 공항・산노미야 발착의 특급 버스 등이 정차)
- 효고 지방 도로 720호 테크노파크산다 선

## 사진

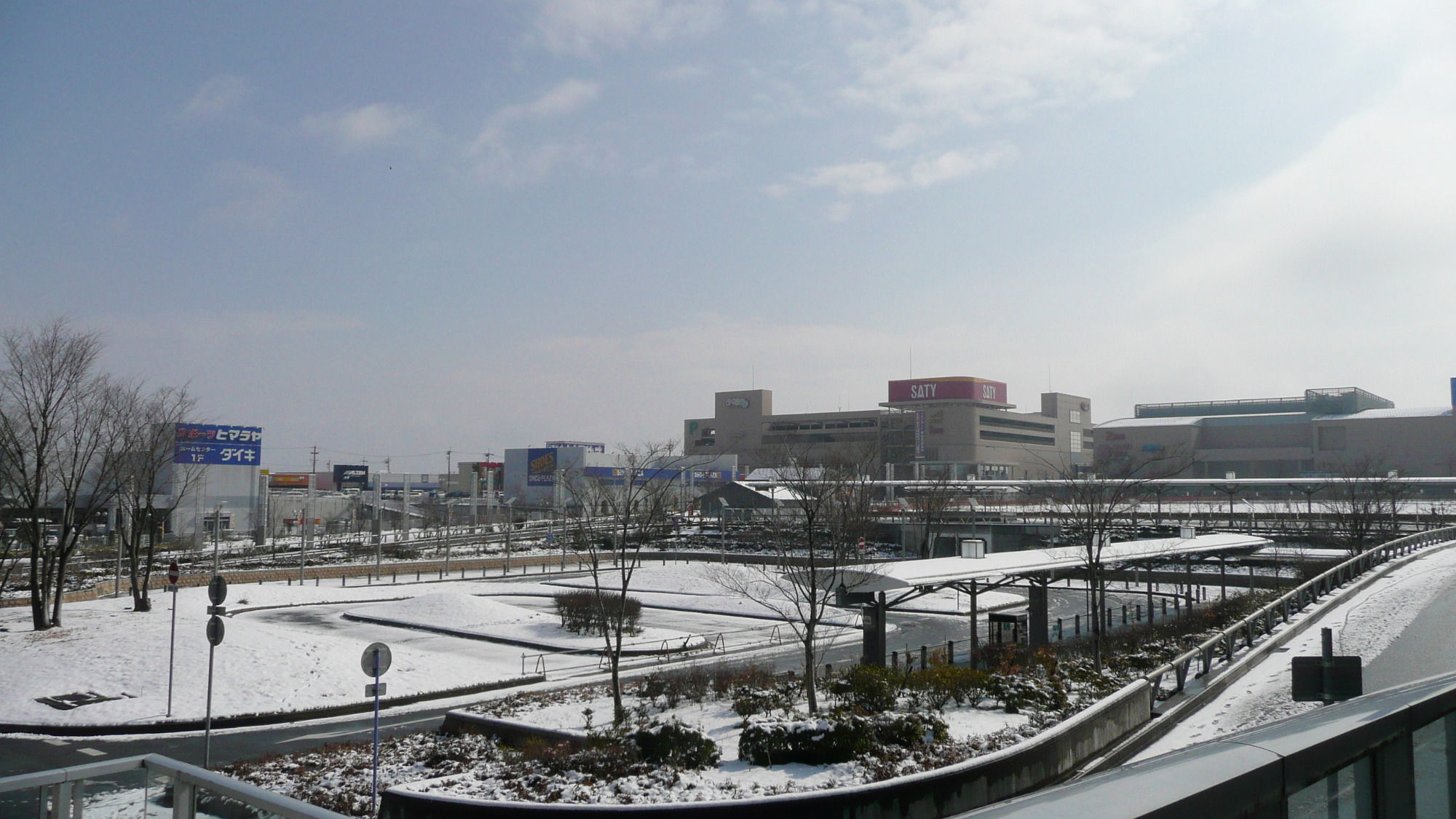
동쪽 광장
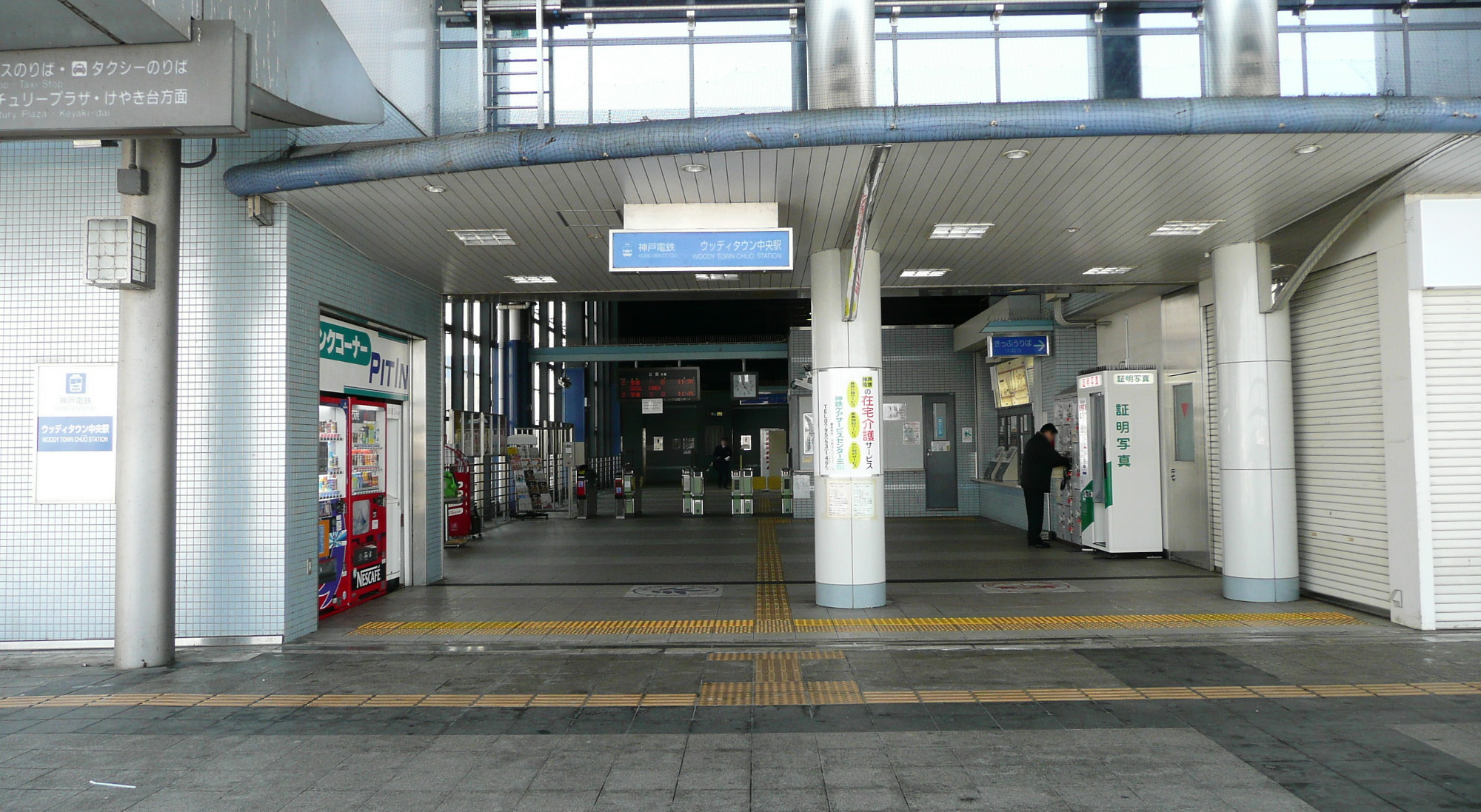
개찰구
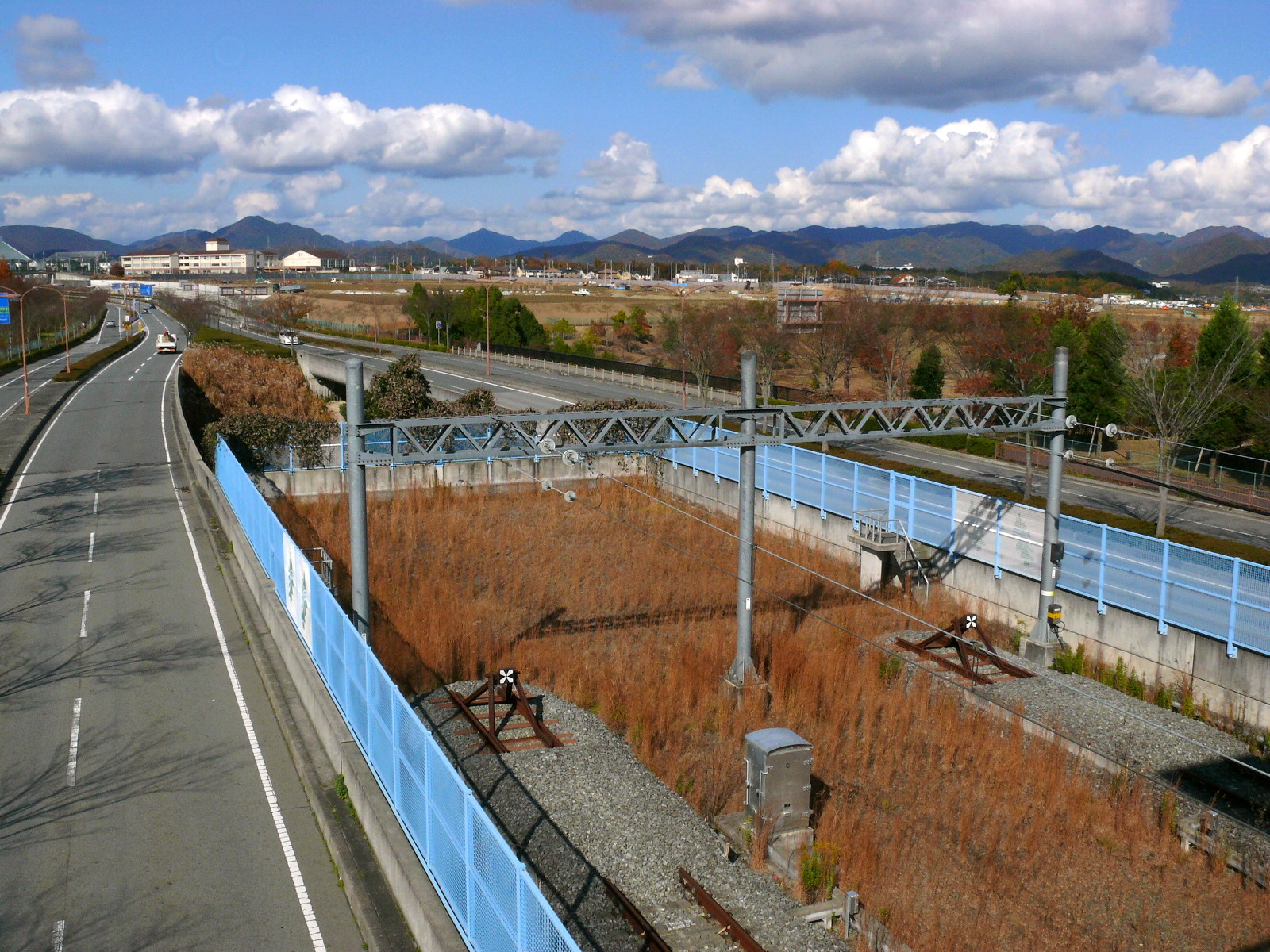
선로 종단부

## 인접역
| 고베 전철 고엔토시 선         | 고베 전철 고엔토시 선 | 고베 전철 고엔토시 선 |
| ----------------------------- | --------------------- | --------------------- |
| KB32 미나미우디타운 산다 방면 |                       | 시·종착역             |